# EC 1.20.99
La EC 1.20.99 è una sotto-sottoclasse della classificazione EC relativa agli enzimi. Si tratta di una sottoclasse delle ossidoreduttasi che include enzimi che utilizzano come donatori di elettroni composti contenenti fosforo o arsenico, con accettori ignoti.

## Enzimi appartenenti alla sotto-sottoclasse
| numero EC    | nome accettato                |
| ------------ | ----------------------------- |
| EC 1.20.99.1 | arsenato reduttasi (donatore) |